# Ludvík I. Durynský
Ludvík I. Durynský (1090? – 12. ledna 1140 Reinhardsbrunn) byl durynský lantkrabě v letech 1123 až 1140. Podle nástupnické linie měl být nazýván Ludvík III., avšak byl to on, kdo získal Durynsko pro svou rodinu. V případě získání nového území bylo v té době zvykem začít s číslováním od začátku.[zdroj?]

## Životopis
Ludvík, syn hraběte Ludvíka Skokana a jeho ženy Adelheidy, byl jmenován roku 1131 Lotharem III. durynským lantkrabětem.
Díky uvážené sňatkové politice se podařilo Ludvíkovi získat vládu nad rozsáhlým územím, což vedlo ke spojení Durynska a Hesenska. Pravděpodobně roku 1122 se oženil s Hedvikou Hesenskou a nevěstina ovdovělá matka Kunhuta se následně provdala za Ludvíkova mladšího bratra Jindřicha Raspeho. Tchynino nové manželství zůstalo bezdětné. Jindřich Raspe byl roku 1130 zavražděn a syn Giso V. z Kunhutina prvního manželství zemřel také bez potomstva roku 1137. Roku 1137 se tak Ludvík díky osudové kombinaci bezdětnosti a včasného skonu příbuzenstva stal i lantkrabětem hesensko-gudensberským.
Blízký vztah ke králi Lotharovi III. Ludvíkovi dopomohl k získání titulu knížete. Po Lotharově smrti roku 1137 se Ludvík rozhodl podporovat rod Štaufů v boji proti příznivcům Welfů. Lantkrabě zemřel 12. ledna 1140 a byl pohřben v rodovém klášteře v Reinhardsbrunnu.
Dvě Ludvíkovy dcery se provdaly do Čech – Cecílie za Oldřicha, syna Soběslava I. a Judita za Vladislava II., budoucího českého krále.